# Gila elegans
Gila elegans је зракоперка из реда Cypriniformes.

## Угроженост
Ова врста се сматра угроженом.

## Распрострањење
Врста има станиште у Сједињеним Америчким Државама и Мексику.

## Станиште
Станиште врсте су слатководна подручја.